# Данакт Иллирийский
Дана́кт Иллири́йский (др.-греч. Δάναξ — Да́накс, ген. др.-греч. Δάνακτος — Да́нактос) — в православии раннехристианский святой, почитаемый в лике мучеников, чтец церкви из Авлона (Иллирия), подвергшийся преследованиям и принявший смерть от язычников.
В католической церкви известен как святой Дана́кт (лат. Sancti Danax, итал. San Dana или San Danatte, фр. Saint Danacte; IX век) — святой мученик, дьякон в святилище Санта Мария ди Леука (итал. Santa Maria di Leuca) на территории современной Апулии (Южная Италия), убитый во время нападения сарацин.
Память мученика празднуется православной церковью 16 (29) января, католической церковью — 16 января.

## Биография

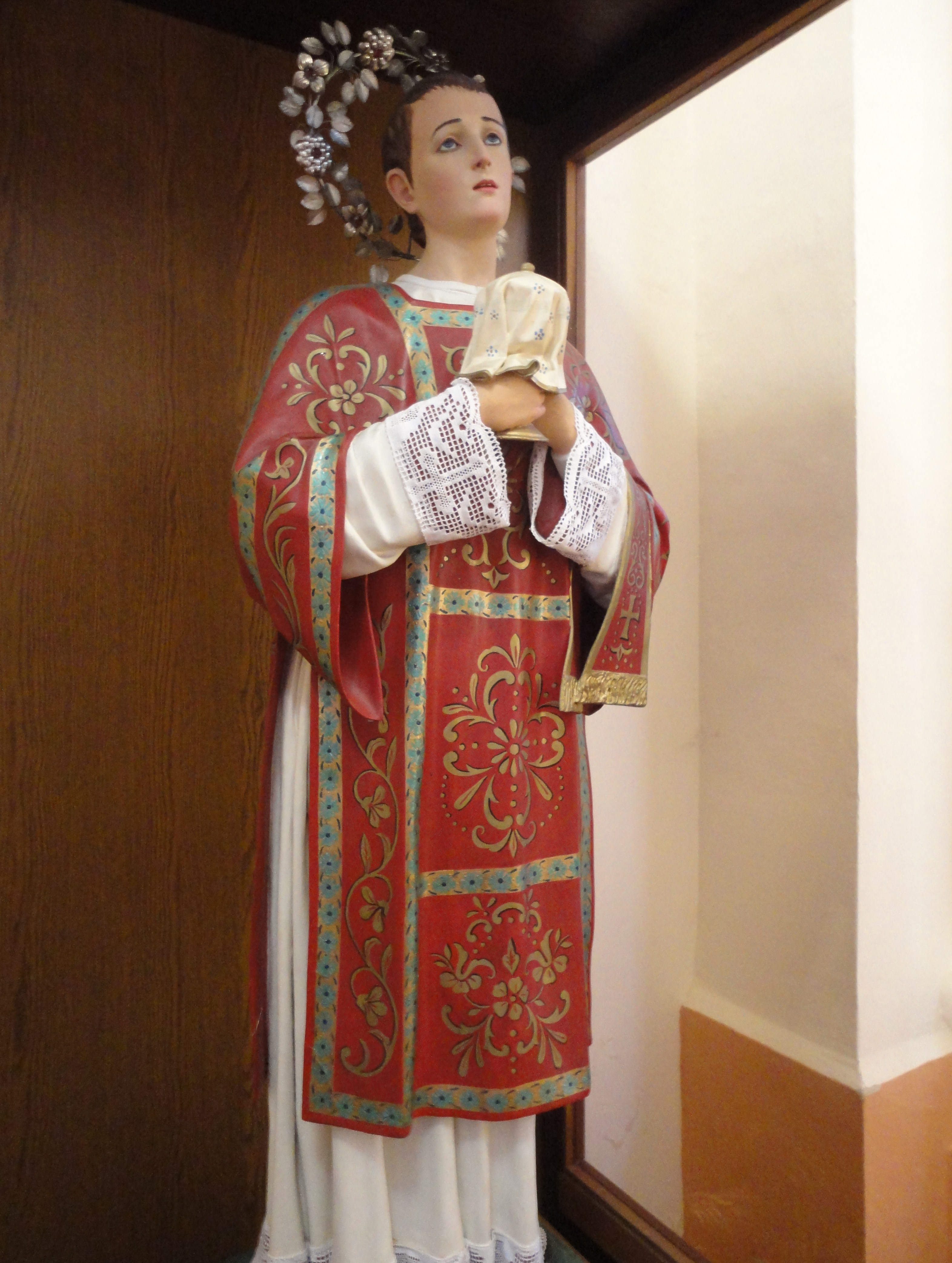
Статуя святого мученика Данакта (San Dana) в католической церкви в местности Сан-Дана (Гальяно дель Капо), Италия.

### Православная церковь
Краткие жития мученика первоначально содержатся в Синаксаре Константинопольской церкви (конец X века) и в Минологии Василия II (конец Х – начало XI в.). Согласно житиям, Данакт служил чтецом в одной из церквей в городе Авлон (др.-греч. Αυλών, город в Иллирии; ныне Влёра, Албания). Во время гонений на христиан, желая спасти церковную утварь от надругательства, Данакт скрылся в труднодоступном месте, в пяти милях от города в сторону моря. Язычники, разузнав место его укрытия, стали принуждать чтеца принести жертву Дионису — древнегреческому богу виноделия. Данакт отказался, за что был убит мечом, а его тело было брошено в море. В ранних синаксарях не упомянуто время мученичества Данакта, однако в труде «Жития святых» Дмитрия Ростовского указывается II век.

### Католическая церковь
Католическая биография святого Данакта во многом пересекается с православной. Мученик жил в IX веке, также был родом из Авлона, однако служил дьяконом в святилище Санта Мария ди Леука. Во время нападения сарацин на храм Данакт взял с собой дарохранительницу с Евхаристией и пытался укрыться в Монтесардо, но был убит по дороге, в пяти милях от Леуки в местности Ла Мора (итал. La Mora). Перед смертью дьякон успел уничтожить церковную утварь, чтобы защитить её от осквернения.
На месте предполагаемого мученичества святого Данакта, которое находится примерно в 200 метрах от деревни Сан Дана, названной в честь святого, установлена мраморная стела.